# Vik (Saltdal)
Pour les articles homonymes, voir Vik (homonymie).
Vik est une localité du comté de Nordland, en Norvège.

## Géographie
Administrativement, Vik fait partie de la kommune de Saltdal.